# Nemacolin (Pennsylvanie)
Nemacolin est une census-designated place située dans le comté de Greene, dans le Commonwealth de Pennsylvanie, aux États-Unis. Sa population, qui s’élevait à 937 habitants lors du recensement de 2010, est estimée à 895 habitants au 1er juillet 2020.

## Source
- (en) Cet article est partiellement ou en totalité issu de l’article de Wikipédia en anglais intitulé « Nemacolin, Pennsylvania » (voir la liste des auteurs).

1. ↑  (en) « Nemacolin, Greene, Pennsylvania detailed profile » [« Données sur Nemacolin, comté de Greene, Pennsylvanie »], sur www.city-data.com (consulté le 5 janvier 2021)
2. ↑  (en) « Nemacolin, Pennsylvania - Basic Facts » [« Données sur Nemacolin »], sur pennsylvania.hometownlocator.com (consulté le 5 janvier 2021)